# Futuro di Åland
Futuro di Åland (in svedese: Ålands Framtid; in finlandese: Ahvenanmaan tulevaisuus) è un partito politico delle Isole Åland di centrodestra e indipendentista.

## Risultati elettorali

### Parlamento alandese
| Elezione          | Voti  | % | Seggi  |
| ----------------- | ----- | - | ------ |
| Parlamentari 2003 | 800   |   | 2 / 30 |
| Parlamentari 2007 | 1.070 |   | 2 / 30 |
| Parlamentari 2011 | 1.286 |   | 2 / 30 |
| Parlamentari 2015 | 1.016 |   | 2 / 30 |
| Parlamentari 2019 | 666   |   | 1 / 30 |